# Joachim Sigmund Sylvius von Frankenberg
Joachim Sigmund Sylvius von Frankenberg (auch Franckenberg-Proschlitz) (geb. 1. Februar 1727; gest. 13. Februar 1785) war ein preußischer Landrat.

## Leben

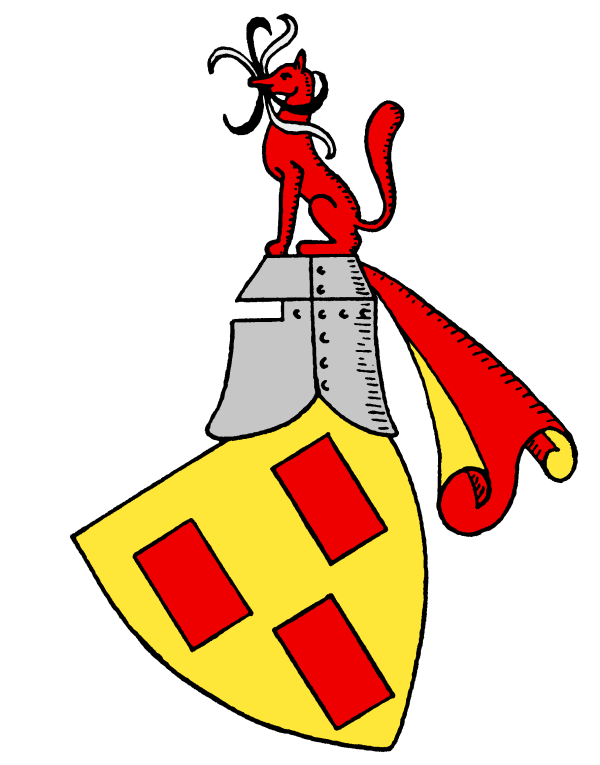
Stammwappen derer von Frankenberg

Joachim Sigmund Sylvius von Frankenberg war Angehöriger des schlesischen Uradelsgeschlechts Frankenberg. Er war der Sohn von Carl Heinrich Sylvius von Frankenberg, Erbherr auf Woislawitz und dessen Ehefrau Charlotte Elisabeth († 1764), geb. von Frankenberg. Nach seinem Eintritt in das Preußische Heer stieg er bis zum Rang eines Leutnants auf. 1765 wurde er Erbherr auf Schreibersdorf. Um das Jahr 1780 wurde er aus dem aktiven Militärdienst verabschiedet. Im Dezember 1784 wurde er zum Nachfolger von Gottlieb von Poser und Groß-Naedlitz als Landrat des Kreises Groß Wartenberg gewählt. Das Amt übte er bis zu seinem Tod im Jahr 1785 aus, Nachfolger wurde Christian Wilhelm von Teichmann.

## Persönliches
Joachim Sigmund Sylvius von Frankenberg war seit dem 14. Oktober 1760 mit Johanna Friederike (* 14. Februar 1742; † 4. September 1807), geb. Teichmann und Logischen, verheiratet.